# Achtang
De Achtang (Russisch: Ахтанг) is een schildvulkaan in het zuidelijk deel van het Centraal Gebergte in het zuidelijke deel van het Russische schiereiland Kamtsjatka. De vulkaan is gelegen in het vulkanisch complex Kozyrevski tussen de rivieren Soechariki en Kozyrevka ten noordoosten van de vulkaan Itsjinskaja Sopka en ontstond in het late Pleistoceen. Aan de top bevindt zich een kleine stratovulkaan, die voor het laatst uitbarstte in 2002.
De Achtang heeft een hoogte van 1956,4 meter (op moderne kaarten 1954 meter). De vulkaan heeft een ovale vorm, die in noordoostelijke richting is uitgerekt met assen van 15 bij 10 kilometer en heeft een oppervlakte van ongeveer 85 km². Het volume aan stollingsmateriaal bedraagt ongeveer 30 km³.